# Human Brain Project
The Human Brain Project är ett omfattande vetenskapligt forskningsprogram, grundat 2013 och koordinerat av Henry Markram (École polytechnique fédérale de Lausanne). Huvudfinansiär är EU och målet är att på tio år skapa en elektronisk hjärna som fungerar enligt samma principer som den mänskliga hjärnan. Forskningsprojektet är placerat i Genève, Schweiz